# Florian Neuschwander
Pour les articles homonymes, voir Neuschwander.
Florian Neuschwander, né le 1er juin 1981 à Neunkirchen, est un coureur de fond et d'ultra-marathon allemand. Il a remporté la médaille d'argent aux championnats du monde de trail 2013.

## Biographie
Florian pratique le tennis durant sa jeunesse. À l'âge de seize ans, il s'inscrit spontanément à une course à pied de deux kilomètres sans s'y être préparé. Équipé de sa tenue et de ses chaussures de joueur de tennis, il remporte la course à sa propre surprise. Il commence alors sa carrière en athlétisme en débutant de manière classique par la course sur piste en demi-fond et fond, la course sur route et le cross-country,.
Le 6 avril 2008, il parvient à démontrer son talent lors des championnats d'Allemagne de semi-marathon à Calw. Toujours placé aux avant-postes durant la course, il lance son attaque dans les derniers 200 mètres pour doubler Lennart Sponar et décrocher la médaille d'argent derrière le favori Martin Beckmann.
Il déménage à Londres en 2009 pour une année durant laquelle il lit le livre The Ghost Runner relatant la vie de John Tarrant (en) et qui lui donne envie de s'essayer à l'ultra-trail.
En 2011, il s'essaie donc au trail et s'inscrit au Trail Uewersauer de 50 kilomètres qu'il mène du début à la fin. Il s'offre ainsi sa première victoire pour sa première participation dans cette discipline.
Ses bonnes performances lui valent d'être sélectionné pour les championnats du monde de trail 2013 à Conwy. Il prend un bon départ, talonnant les favoris Ricky Lightfoot et Julien Rancon en tête. Au kilomètre 50, Ricky parvient à se détacher de Julien pour s'enfuir en tête. Florian en profite pour lancer son attaque et parvient à doubler Julien. Il se lance à la poursuite de Ricky mais ce dernier maintient une allure soutenue pour foncer vers le titre. Florian parvient à conserver sa position pour terminer sur la deuxième marche du podium. Il remporte en outre la médaille de bronze au classement par équipes.
Le 28 février 2015, il prend part aux championnats d'Allemagne de 50 kilomètres à Marbourg. Annoncé comme prétendant au titre face au tenant Niels Bubel, Florian effectue un duel serré durant les quarante premiers kilomètres mais finit par s'incliner et se contente de la médaille d'argent. Le 3 mai, il participe à la Wings for Life World Run à Darmstadt. Il s'y impose avec 74,5 kilomètres parcourus et signe la sixième meilleure performance mondiale lors de cette édition. Le 11 août, il s'élance sur la TransRockies Run, un trail par étapes de 193 km, en solo. Il s'impose au terme d'un duel haletant avec l'Américain Brian Tinder en imposant son rythme dans la dernière étape pour terminer avec une marge de vingt minutes sur ce dernier. Le 12 septembre, il prend part aux championnats du monde du 100 kilomètres à Winschoten. Effectuant une course régulière, toujours placé dans le top 10, il perd un peu de temps durant ses arrêts. Il signe finalement le meilleur temps de la boucle de 10 kilomètres dans son dernier passage en 37 min 29 s pour se classer neuvième et meilleur Allemand.
Le 3 février 2018, il se rend en Californie pour participer au Sean O'Brien Trail Run de 100 kilomètres. Il domine l'épreuve de bout en bout qu'il remporte en 8 h 48 min 4 s et obtient son ticket pour la Western States 100-Mile Endurance Run. Il y prend un départ rapide, pointant en tête en début de course. Peu à l'aise sur les chemins accidentés, il chute à plusieurs reprises et souffre de la chaleur. Il termine finalement à la 25e place en 20 h 22 min 4 s.
Après avoir eu connaissance du record du monde du 50 kilomètres sur tapis roulant par l'Américain Mario Mendoza le 14 janvier 2020, Florian se met en tête de battre ce record. Il met son projet à exécution le 27 février au centre de performance des athlètes Red Bull à Thalgau. Maintenant un rythme de 3 min 33 s au kilomètre, il complète la distance en 2 h 57 min 25 s battant le record du monde d'une minute trente. Il voit cependant son record battu par l'orienteur suisse Matthias Kyburz moins de deux mois plus tard. En septembre, il se lance un défi nommé Von Laufen nach Laufen laufen où il doit rallier Laufon (Laufen en allemand) dans le canton de Bâle-Campagne à Laufen en Bavière en une semaine. Il complète son défi ayant couru 550 kilomètres avec plus de 10 000 mètres de dénivelé positif en six jours.
Ayant vu le record du 50 kilomètres sur tapis roulant battu à plusieurs reprises, Florian décide, au lieu d'essayer de récupérer ce record, de viser le record sur 100 kilomètres. Avec l'aide de ses sponsors, il met en place une infrastructure dans un fitness proche de chez lui en Bavière. Le 30 janvier 2021, il met son défi à exécution et parvient à maintenir une allure de 15,6 km/h. Il accélère à 17 km/h lors des derniers 10 kilomètres et boucle les 100 kilomètres en 6 h 26 min 8 s, battant de six minutes le précédent record du monde.

## Palmarès

### Route
| Année | Compétition                             | Lieu       | Place | Épreuve        | Performance     |
| ----- | --------------------------------------- | ---------- | ----- | -------------- | --------------- |
| 2013  | 50 km Ultramarathon Rodgau              | Rodgau     | 1er   | 50 kilomètres  | 3 h 8 min 48 s  |
| 2013  | Marathon de Bonn                        | Bonn       | 5e    | Marathon       | 2 h 20 min 29 s |
| 2014  | 50 km Ultramarathon Rodgau              | Rodgau     | 1er   | 50 kilomètres  | 2 h 58 min 43 s |
| 2015  | Championnats du monde du 100 kilomètres | Winschoten | 9e    | 100 kilomètres | 6 h 49 min 13 s |
| 2015  | Marathon d'Honolulu                     | Honolulu   | 6e    | Marathon       | 2 h 27 min 57 s |

### Trail
| no  | masculin          | Course                                | Longueur | Départ               | Temps            |
| --- | ----------------- | ------------------------------------- | -------- | -------------------- | ---------------- |
| 1re | Médaille d'or     | Trail Uewersauer                      | 50 km    | 20 novembre 2011     | 3 h 49 min 17 s  |
| 1re | Médaille d'or     | Trail Uewersauer                      | 50 km    | 18 novembre 2012     | 3 h 36 min 7 s   |
| 2e  | Médaille d'argent | Championnats du monde de trail        | 77 km    | 6 juillet 2013       | 5 h 45 min 16 s  |
| 1re | Médaille d'or     | Trail Uewersauer                      | 50 km    | 17 novembre 2013     | 3 h 27 min 27 s  |
| 1re | Médaille d'or     | TransRockies Run - Solo               | 193 km   | 11 août-16 août 2015 | 16 h 40 min 14 s |
| 1re | Médaille d'or     | GutsMuths-Rennsteiglauf Supermarathon | 73,9 km  | 26 mai 2018          | 5 h 14 min 12 s  |

## Records
| Épreuve        | Épreuve        | Performance     | Date              | Lieu                |
| -------------- | -------------- | --------------- | ----------------- | ------------------- |
| 800 mètres     | Plein air      | 1 min 56 s 71   | 5 juillet 2012    | Sarrebruck          |
| 1 500 mètres   | Plein air      | 3 min 49 s 83   | 30 juillet 2002   | Rehlingen           |
| 1 500 mètres   | En salle       | 3 min 53 s 28   | 1er février 2003  | Hanau               |
| 3 000 mètres   | Plein air      | 8 min 25 s 54   | 16 juillet 2000   | Dresde              |
| 3 000 mètres   | En salle       | 8 min 27 s 48   | 13 janvier 2007   | Sarrebruck          |
| 5 000 mètres   | 5 000 mètres   | 14 min 22 s 05  | 23 mai 2012       | Coblence            |
| 10 000 mètres  | 10 000 mètres  | 29 min 51 s 88  | 22 août 2009      | Birmingham          |
| 5 kilomètres   | 5 kilomètres   | 14 min 47 s     | 30 octobre 2009   | Londres             |
| 10 kilomètres  | 10 kilomètres  | 30 min 14 s     | 19 avril 2009     | Stratford-upon-Avon |
| 10 kilomètres  | 10 kilomètres  | 30 min 14 s     | 30 juin 2011      | Ralingen            |
| 15 kilomètres  | 15 kilomètres  | 47 min 1 s      | 13 janvier 2008   | Rheinzabern         |
| Semi-marathon  | Semi-marathon  | 1 h 6 min 20 s  | 18 avril 2010     | Bad Liebenzell      |
| Marathon       | Marathon       | 2 h 20 min 29 s | 14 avril 2013     | Bonn                |
| 50 kilomètres  | 50 kilomètres  | 2 h 57 min 17 s | 10 avril 2016     | Ebershausen         |
| 100 kilomètres | 100 kilomètres | 6 h 49 min 13 s | 12 septembre 2015 | Winschoten          |